# Inhambu-relógio
O inhambu-relógio (Crypturellus strigulosus (Tem.)), também chamado inambu-relógio, nambu-relógio, nhambu-relógio e inamu-relógio, é uma ave tinamiforme da Região Nordeste do Brasil e da Região Norte do Brasil. Mede cerca de 30 cm. Em alguns estados brasileiros, essa designação é dada também a outra espécie, o inhambu-anhangá (Crypturellus variegatus).

## Etimologia
Os nomes populares da ave fazem referência ao fato de ela piar regularmente, como se fosse um relógio. "Inhambu", "inambu", "inamu", "nambu" e "nhambu" são derivados do tupi ïña'bu.
O nome inhambu-relógio foi selecionado como nome vernáculo técnico para a espécie pelo Comitê Brasileiro de Registros Ornitológicos (CBRO) em 2021.

## Descrição
Em suas observações no habitat desta espécie, o ornitólogo José Carlos Reis de Magalhães considerou que o inhambu-relógio tem comportamentos estranhos e de difícil interpretação. São muito vocais e sua voz é ouvida até nas horas mais quentes do dia, continuamente, desde que o dia seja bem ensolarado. Com a formação de nuvens e a queda da luminosidade, cessam de cantar para só reassumirem essa atividade após a volta da luz solar plena. Sua vocalização consiste num agudo piado, muito longo e com mínimas modulações. É ave cinegética.
Das aves do gênero Crypturellus, é a única com acentuado dimorfismo sexual. Na imagem acima, o exemplar exibido é um macho, sendo que a fêmea distingue-se por apresentar dorso com listras transversais, similares às observadas em Crypturellus variegatus. No entanto, é a espécie de tinamídeo que apresenta menos diferenças entre as vocalizações dos dois sexos, a ponto de serem indistinguíveis aos ouvidos mais treinados e de não revelarem, em sonogramas, diferenças mensuráveis.
Seus ovos são postos em ninhos no solo; são quase esféricos e de cor lilás manchada de róseo.
Apresenta adaptabilidade ao cativeiro, reproduzindo-se normalmente nele.